# إدخال خلوي

الأشكال المختلفة لعملية الإدخال الخلوي

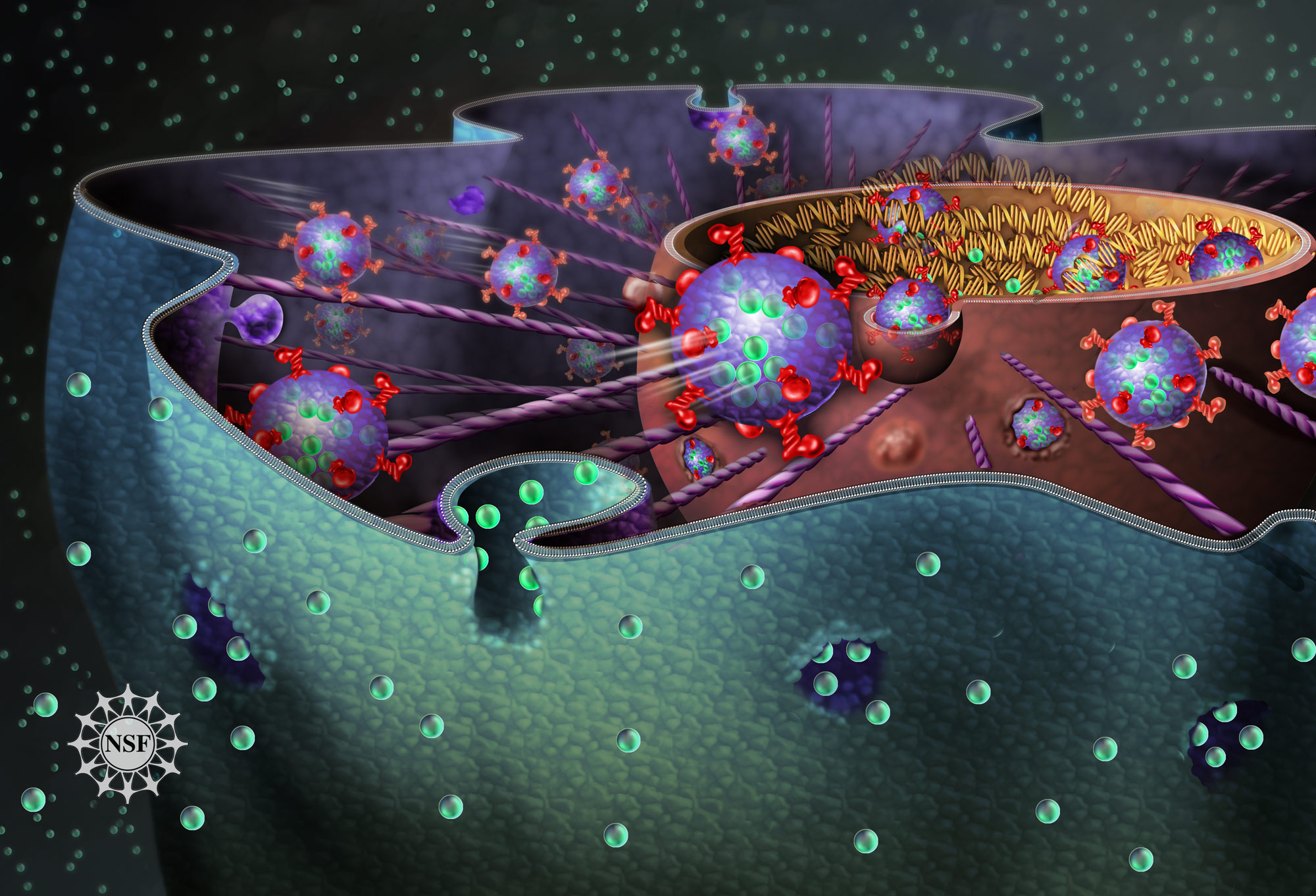
دخول المواد إلى نواة من خلال الالتقام. ويسافر الجسيم البلعمي من غشاء الخلية إلى النواة، ومن ثم من يلتقم من قبل نواة، ويخرج محتوياته.

الإدخال الخلوي أو الالتقام الخلوي أو الالتقام (الاسم العلمي: Endocytosis) هي العملية التي من خلالها تقوم الخلايا بامتصاص الجزيئات (مثل البروتينات) التي تحتاج إليها. يتم استخدامه من قبل جميع خلايا الجسم، لأن معظم المواد ذات الأهمية بالنسبة لهم هي عبارة عن جزيئات بقطبية كبيرة التي لا يمكن ان تمر من خلال البلازما الكارهة للماء أو غشاء الخلية. هذه العملية هي نقيض للعملية التي تسمى الإخراج الخلوي أو الإيماس (الاسم العلمي: exocytosis).